# Salud reproductiva en el Perú
La salud sexual y reproductiva en el Perú es un punto importante en la agenda del país que ha tomado relevancia durante las últimas décadas. A lo largo de los años, el país ha implementado diversas políticas y programas para abordar los desafíos en esta área, con el objetivo de mejorar el acceso a servicios de salud. Sin embargo, el camino no ha sido sencillo y ha estado marcado por controversias y desigualdades.

## Políticas y programas de salud reproductiva
Desde el gobierno peruano se han propuesto diversas políticas direccionadas a la salud sexual y reproductiva.

### Política Nacional de Población
En 1985 se promulgó por primera vez en el Perú la Política Nacional de Población. Con ello, entre 1986 y 1987, a través del Instituto Peruano de Seguridad Social  y del Ministerio de Salud se implementaron servicios de planificación familiar.  Aquello tuvo por objetivo planificar y ejecutar las acciones del Estado relativas al volumen, estructura, dinámica y distribución de la población en el territorio nacional.

### Programa Nacional de Población
En 1991, Alberto Fujimori declaró ese año como el 'Año de la Austeridad y la Planificación Familiar', lo que significó que las políticas del gobierno se enfocaran en promover la austeridad económica y en implementar medidas de control y planificación familiar. Es así que se aprobó el Programa Nacional de Población que tenía como objetivo disminuir la tasa de fecundidad y con ello alcanzar los niveles de desarrollo esperados. Más adelante, el gobierno implementó un marco normativo que parecía estar orientado a facilitar las metas de sus planes de "planificación familiar". En este contexto, en 1992 se aprobó la Resolución Ministerial N.º 0738-92-SA, que legalizó la esterilización como método anticonceptivo. Para finales de la década, la Defensoría del Pueblo recibió más de 90 denuncias relacionadas principalmente a la falta de información y consentimientos informados, así como la carencia de evaluaciones médicas previas y post-operatorias.

### Programa Nacional de Planificación Familia
En el periodo del 2000 al 2004, durante el mandato de Alejandro Toledo se llevó a cabo el Programa Nacional de Planificación Familiar como un servicio de salud en el ámbito materno-infantil, es así que el ámbito de salud sexual peridió relevancia política y presupuestal. Este plan aumentó levemente el uso de anticonceptivos, más no el uso de métodos modernos. Aquello conllevó a un retroceso en la ejecución de derechos reproductivos y sexuales.

### Estrategia Sanitaria Nacional de Salud Sexual y Reproductiva
Del 2004 hacia adelante,el Ministerio de Salud ha implementado la Estrategia Sanitaria Nacional de Salud Sexual y Reproductiva, una política que se centra principalmente en el reconocimiento del cuidado de la salud reproductiva como derecho de las personas, la cual considera la decisión de hombres y mujeres sobre si tener hijos o no, la garantización de partos seguros y la disminución de enfermedades de transmisión sexual.La política es implementada por el Estado Peruano en cooperación con el Fondo de Población de las Naciones Unidas (UNFPA), organismo que trabaja por los derechos y la libertad de decisión de todas las personas.

## Desafíos al acceso de la salud reproductiva y sexual
A pesar de los avances respecto a la salud reproductiva y sexual como la implementación de políticas nacionales, esta aún presenta desafíos. Las limitaciones geográficas agravan esta situación, especialmente en áreas rurales y remotas donde los servicios de salud son escasos o inexistentes. Estas barreras impiden que muchas personas reciban la atención y la información necesarias para tomar decisiones informadas sobre su salud sexual y reproductiva, perpetuando ciclos de pobreza y mala salud. Además, la falta de educación sexual integral es uno de los principales obstáculos, ya que limita el conocimiento de las personas sobre prácticas seguras, métodos anticonceptivos y prevención de enfermedades de transmisión sexual. 

### Falta de educación sexual
La educación sexual en el Perú ha sido limitada y desigual, afectando el conocimiento y la toma de decisiones informadas entre los jóvenes. Si bien los esfuerzos por implementar políticas y programas de planificación familiar se remontan a la década de 1980, fue recién en el 2008 el año en el que implementaron los “Lineamientos Educativos y Orientaciones Pedagógicas para la Educación Sexual Integral”, una estrategia del Ministerio de Educación para garantizar aprendizaje pertinentes respecto a la educación sexual en los salones de clase. No obstante, la limitación al acceso a este tipo de información es limitada por tabúes, creencias o estigmas, lo que posteriormente repercute en la salud sexual de los niños, niñas y adolescentes.

### Limitaciones geográficas
Las limitaciones geográficas juegan un papel crucial en el acceso desigual a los servicios de salud sexual y reproductiva, afectando especialmente a las poblaciones rurales y marginadas. La centralización en el Perú afecta negativamente al acceso a la sevicios de salud sexual, ya que concentra los recursos y decisiones en las principales ciudades, dejando a las zonas remotas con servicios y programas insuficientes o precarios.
En los pueblos indígenas como los Awajun o los Wampis, las mujeres controlan su fertilidad mediante el uso de plantas como el ajeq o jengibre, la sangre de grado (croton lechleri), y el piripiri (carex spp). Aquello conlleva a la ausencia de la menstruación o a la infertilidad reversible. Los anticonceptivos modernos también son usados dentro de estos grupos por su distribución gratuita, como el preservativo (método de barrera) y la ampolla (anticonceptivo subdérmico hormonal). Para la efectividad de la ampolla es necesario un control rutinario, sin embargo, hay mujeres que fallan en sus citas porque tienen que ir a trabajar en las chacras. Es así que este procedimiento debe ser reprogramado, caso que ocurre con frecuencia.
Este desequilibrio en cuanto a recursos agrava la desigualdad, limitando los avances en la implementación de políticas de salud reproductiva, lo que perpetúa altos índices de embarazos no deseados, mortalidad materna y enfermedades de transmisión sexual en sectores vulnerables.